# Servant leadership
Le concept de Servant leadership a été popularisé dans les années 1970 par Robert K. Greenleaf, chercheur et consultant auprès de grandes entreprises aux États-Unis, qui cherchait un modèle alternatif au leadership autoritaire. Ces dernières années, le leadership serviable a aussi fait l'objet de plus en plus de recherches empiriques.
Le servant leadership est une conception du leadership suivant laquelle un leader ou un manageur est au service de ses subordonnés pour les aider à accomplir l'objectif commun. Bien que le terme "Servant Leadership" soit relativement récent, l'idée du leadership comme "service" est beaucoup plus ancienne. Le roi de Prusse Frédéric II se décrivait déjà comme le premier serviteur de son État. Avec Voltaire, il expose cette idée dans l'essai "Anti-Machiavel".
D'autres concepts sont proches de cette vision tels que le « leader jardinier » popularisé dans les entreprises libérées ou encore le concept de "manager coach".